# Mesopithecus monspessulanus
Mesopithecus monspessulanus (лат.) — вымерший вид приматов из вымершего рода Mesopithecus подсемейства тонкотелых обезьян в составе семейства мартышковых. Это самый молодой из двух видов Mesopithecus. Их ископаемые остатки известны из времён плиоцена (5,333—2,588 млн лет назад). Они найдены на территории Италии (Тоскана), Болгарии, Румынии и Греции. Считается, что вымирание Mesopithecus monspessulanus связано с распространением более открытых ландшафтов в раннем плейстоцена. Более того, встречающийся одновременно, но более наземный род мартышковых Macaca пережил в Европе эти изменения. Это позволяет предположить, что Mesopithecus monspessulanus был специализирован к жизни в лесах.